# Liuzhi
Liuzhi (en chino, 六枝; pinyin, Liùzhī) es un municipio administrado como Distrito especial bajo la administración directa de la Prefectura Liupanshui en la Provincia de Guizhou, República Popular China. Su área es de 1799 km² y su población total para 2014 superó los 700 mil habitantes.

## Toponimia
Hay dos puntos de vista en cuanto al nombre Liuzhi; una indica que durante la dinastía Qing existían organizaciones llamadas Zhi (枝 'ramales') y un total de seis Zhi formaban el área local, de ahí el nombre, Liu (六 '6') y Zhi.
La otra indica que no es un nombre chino. Localmente Liu (六) se pronuncia 'lu', y está relacionada con Lu (倮) del idioma yi. "Liuzhi" reflejaría condiciones y orientaciones geográficas, y significaría, vivir en un lugar por encima de cierto lugar.

## Administración
La situación administrativa de Liuzhi es bastante especial, ya que es la única a nivel de condado del país que es asignada como "distrito especial" (特区), lo que le permite el desarrollo sostenible de ciudades basadas en recursos de la provincia con industrias como el carbón, la maquinaria, la energía eléctrica, los materiales de construcción, el procesamiento de alimentos entre otras industrias.
El distrito especial de Liuzhi se divide en 18 pueblos que se administran en 3 subdistritos, 9 poblados, 1 villa y 5 villas étnicas.

## Historia
En 1966, los condados Liuzhi, Puding y Zhenning unieron ocho comunas para establecer el Distrito especial de Liuzhi, mientras que el condado de Liuzhi pasó a llamarse Condado Langqi (郎岱县). En 1967, los distritos especiales de Liuzhi, Panxian, Shuicheng y los condados Langqi, Shuicheng y Panxian formaron la zona especial de Liupanshui (六盘水专区), siendo la primera de tres zonas especiales. En 1970, la zona especial de Liupanshui pasó a llamarse región de Liupanshui, y el condado de Langqi se fusionó en el distrito de Liuzhi. En diciembre de 1978, la región de Liupanshui se cambió a la ciudad de Liupanshui.

## Clima
| Parámetros climáticos promedio de Liuzhi (1981−2010) | Parámetros climáticos promedio de Liuzhi (1981−2010) | Parámetros climáticos promedio de Liuzhi (1981−2010) | Parámetros climáticos promedio de Liuzhi (1981−2010) | Parámetros climáticos promedio de Liuzhi (1981−2010) | Parámetros climáticos promedio de Liuzhi (1981−2010) | Parámetros climáticos promedio de Liuzhi (1981−2010) | Parámetros climáticos promedio de Liuzhi (1981−2010) | Parámetros climáticos promedio de Liuzhi (1981−2010) | Parámetros climáticos promedio de Liuzhi (1981−2010) | Parámetros climáticos promedio de Liuzhi (1981−2010) | Parámetros climáticos promedio de Liuzhi (1981−2010) | Parámetros climáticos promedio de Liuzhi (1981−2010) | Parámetros climáticos promedio de Liuzhi (1981−2010) |
| Mes                                                  | Ene.                                                 | Feb.                                                 | Mar.                                                 | Abr.                                                 | May.                                                 | Jun.                                                 | Jul.                                                 | Ago.                                                 | Sep.                                                 | Oct.                                                 | Nov.                                                 | Dic.                                                 | Anual                                                |
| ---------------------------------------------------- | ---------------------------------------------------- | ---------------------------------------------------- | ---------------------------------------------------- | ---------------------------------------------------- | ---------------------------------------------------- | ---------------------------------------------------- | ---------------------------------------------------- | ---------------------------------------------------- | ---------------------------------------------------- | ---------------------------------------------------- | ---------------------------------------------------- | ---------------------------------------------------- | ---------------------------------------------------- |
| Temp. máx. abs. (°C)                                 | 24.8                                                 | 29.2                                                 | 33.3                                                 | 33.9                                                 | 34.3                                                 | 31.9                                                 | 32.2                                                 | 34.2                                                 | 32.1                                                 | 28.4                                                 | 27.5                                                 | 22.3                                                 | '                                                    |
| Temp. máx. media (°C)                                | 8.3                                                  | 11.0                                                 | 15.8                                                 | 20.6                                                 | 23.3                                                 | 24.7                                                 | 26.0                                                 | 26.4                                                 | 23.8                                                 | 18.9                                                 | 15.2                                                 | 10.5                                                 | 18.7                                                 |
| Temp. media (°C)                                     | 5.2                                                  | 7.3                                                  | 11.3                                                 | 15.9                                                 | 18.9                                                 | 20.9                                                 | 22.1                                                 | 22.0                                                 | 19.6                                                 | 15.5                                                 | 11.6                                                 | 7.1                                                  | 14.8                                                 |
| Temp. mín. media (°C)                                | 3.1                                                  | 4.8                                                  | 8.2                                                  | 12.4                                                 | 15.6                                                 | 18.0                                                 | 19.3                                                 | 18.9                                                 | 16.7                                                 | 13.2                                                 | 9.2                                                  | 4.8                                                  | 12                                                   |
| Temp. mín. abs. (°C)                                 | −4.3                                                 | −3.5                                                 | −2.7                                                 | 2.4                                                  | 7.7                                                  | 11.8                                                 | 12.8                                                 | 13.8                                                 | 8.3                                                  | 4.1                                                  | −0.3                                                 | -4.0                                                 | '                                                    |
| Precipitación total (mm)                             | 23.3                                                 | 25.1                                                 | 29.4                                                 | 71.8                                                 | 192.0                                                | 317.4                                                | 290.9                                                | 230.3                                                | 133.7                                                | 104.6                                                | 43.1                                                 | 18.3                                                 | 1479.9                                               |
| Humedad relativa (%)                                 | 84                                                   | 81                                                   | 76                                                   | 75                                                   | 77                                                   | 82                                                   | 83                                                   | 81                                                   | 79                                                   | 83                                                   | 81                                                   | 81                                                   | 80.3                                                 |
| Fuente: China Meteorological Data Service Center     |                                                      |                                                      |                                                      |                                                      |                                                      |                                                      |                                                      |                                                      |                                                      |                                                      |                                                      |                                                      |                                                      |